# Firenze–Róma-vasútvonal
A Firenze-Róma vasútvonal egy 314 km hosszú, normál nyomtávolságú, kétvágányú vasúti pálya Olaszországban Firenze és Róma között. A vasútvonal 1866-ban nyílt meg és az új Direttissima (közvetlen vonal) megnyitásáig az ország fontos észak–déli közlekedési útvonala volt. Az új Firenze–Róma nagysebességű vasútvonal 1977. február 14-ei megnyitása óta ez a vonal lett a lassúbb vonatok útvonala. Több helyen kapcsolódik az új vonalhoz, így még napjainkban is több távolsági vonat közlekedik rajta rövidebb-hosszabb ideig. A vonalon eredetileg gőzvontatás volt, de már 1935-ben villamosították a teljes vonalat az országban használt 3 kV egyenárammal.

## Kapcsolatok a Direttissimával
A régi és az új vonal között az alábbi városoknál van kapcsolat:
- Valdarno észak
- Valdarno dél
- Arezzo észak
- Arezzo dél
- Chiusi észak
- Chiusi kelet
- Orvieto észak
- Orvieto dél
- Orte észak
- Orte dél